# Бонак Иразен
Бонак Иразен (фр. Bonac-Irazein) насеље је и општина у јужној Француској у региону Миди Пирене, у департману Арјеж која припада префектури Сен Жирон.
По подацима из 2011. године у општини је живело 135 становника, а густина насељености је износила 3,54 становника/km². Општина се простире на површини од 38,13 km². Налази се на средњој надморској висини од 708 метара (максималној 2.750 m, а минималној 672 m).

## Демографија
| 1962. | 1968. | 1975. | 1982. | 1990. | 1999. | 2011. |
| ----- | ----- | ----- | ----- | ----- | ----- | ----- |
| 87    | 128   | 87    | 84    | 61    | 98    | 135   |

График промене броја становника у току последњих година